# قوسار
قوسار (به لاتین: Qusar) 
(به لزگی: Кцlар) شهری در شهرستان قوسار کشور جمهوری آذربایجان است. جمعیت این شهر بر اساس سرشماری سال ۱۹۸۹ میلادی، ۱۴٫۲۳۰ نفر و بر اساس سرشماری سال ۲۰۰۸ میلادی، ۱۶٫۱۰۰ بوده‌است.

## جغرافیا

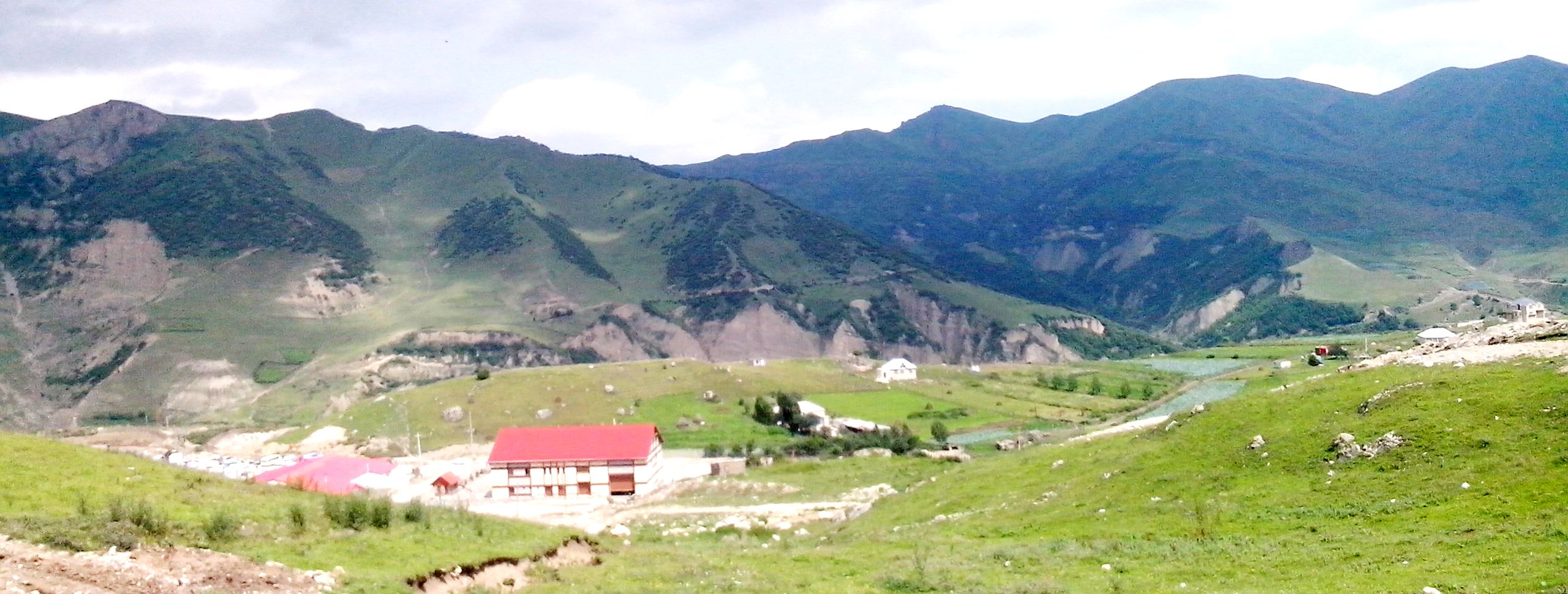
قوسار

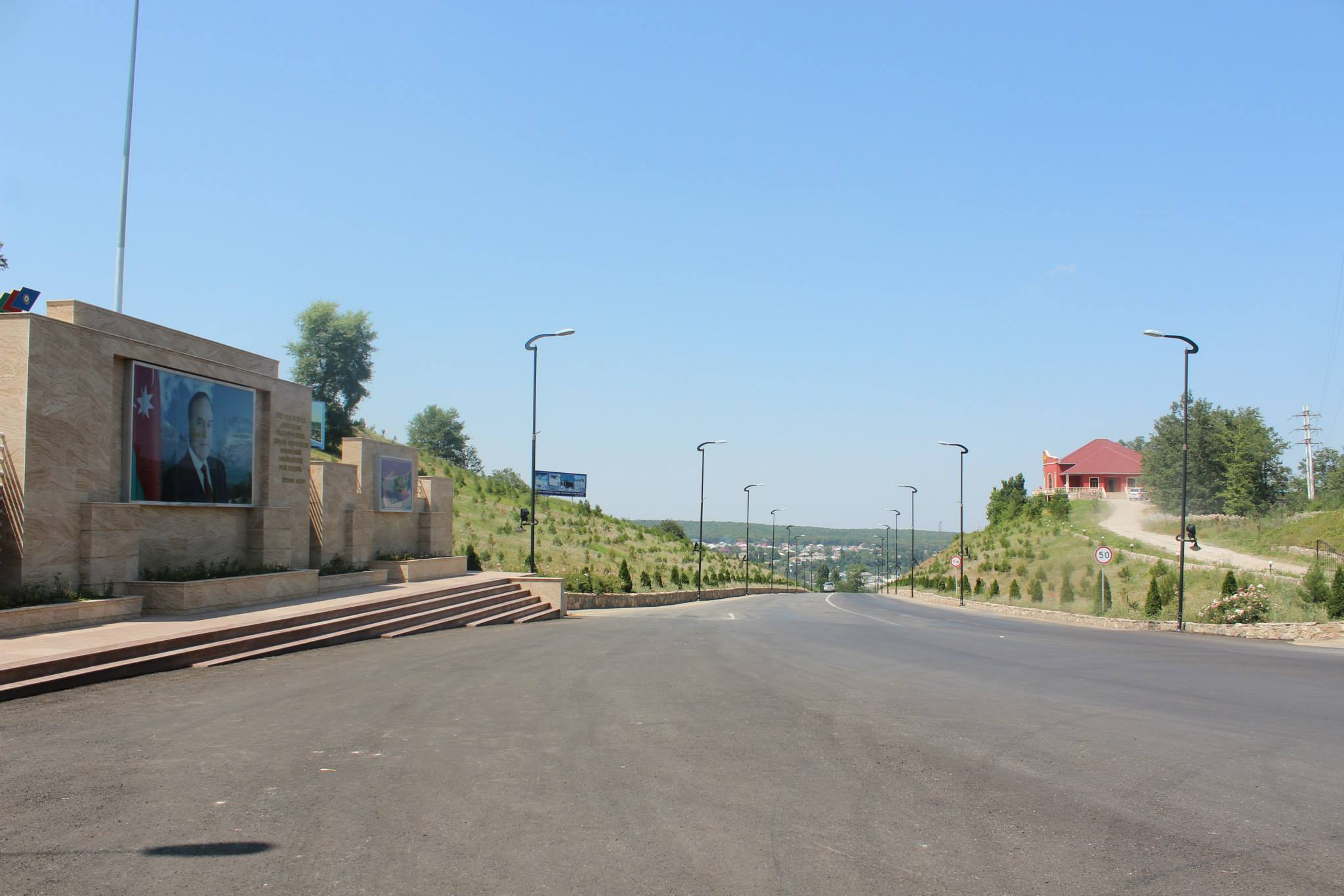
یک پارک در قوسار

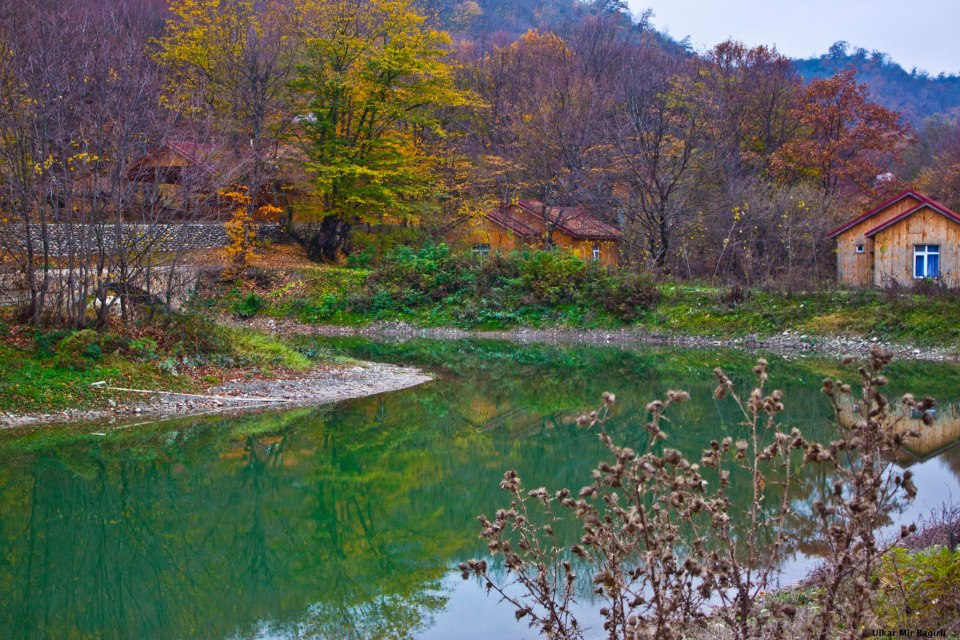
قوسار

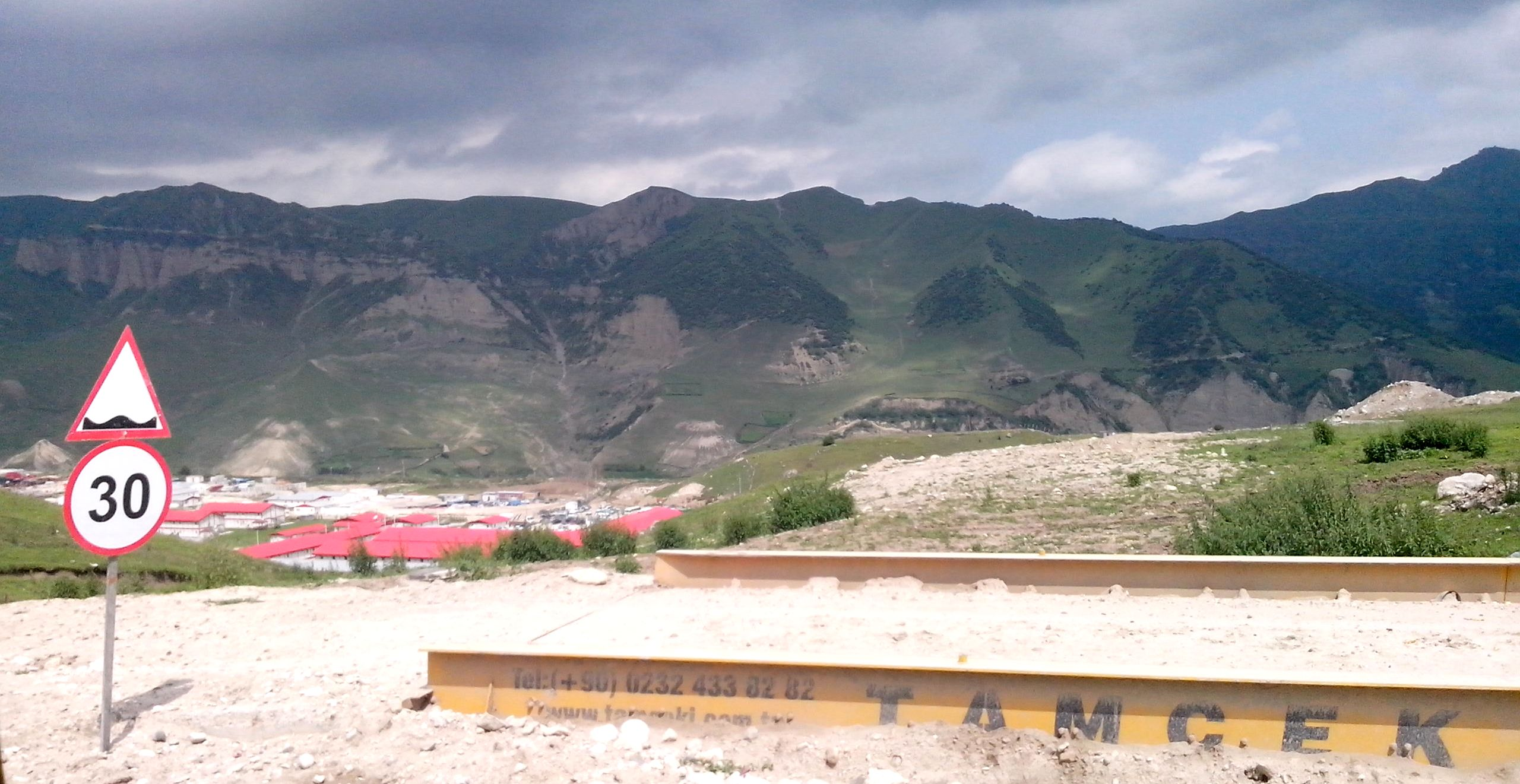
قوسار

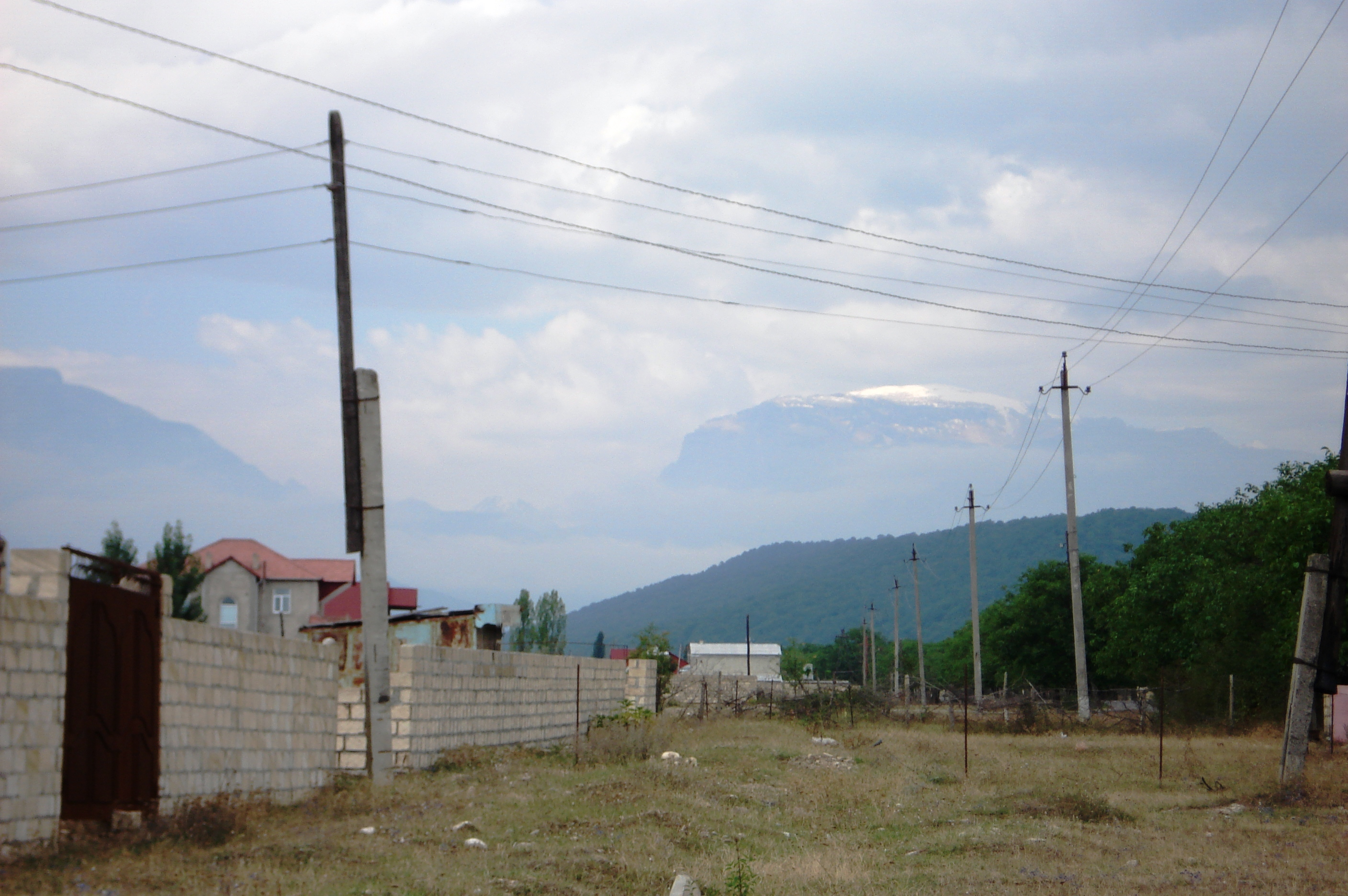
نمایی از کوه شاه‌داغ

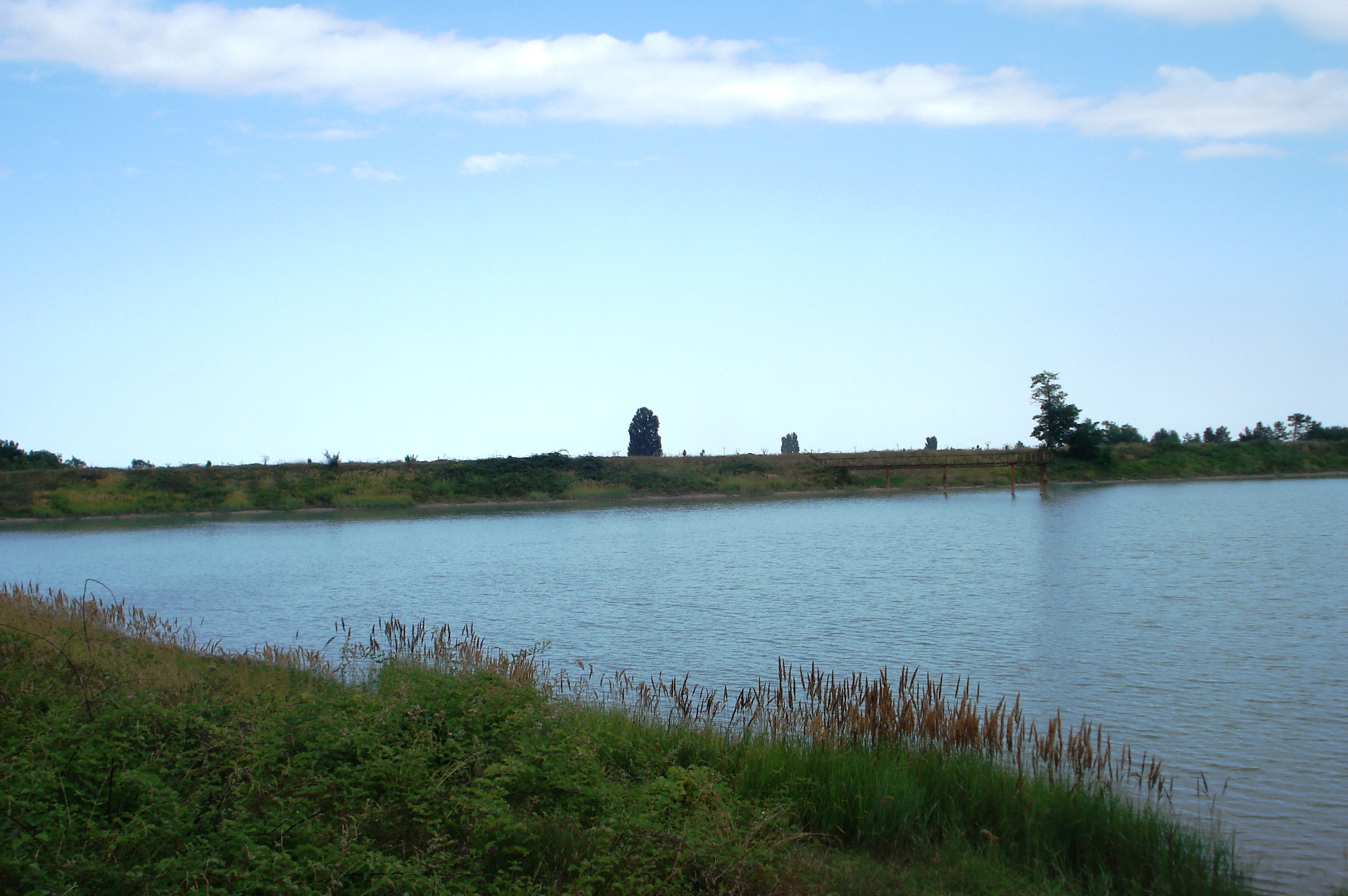
دریاچه مصنوعی فیالکا در قوسار

قوسار شهری کوچک در دامنه رشته‌کوه قفقاز بزرگ (در نزدیکی قله بازاردوزو، کوه شاه‌داغ و کرانه رود قوسار) است که در ۱۸۰ کیلومتری شمال غربی شهر باکو، پایتخت جمهوری آذربایجان جای دارد و ۳۴ کیلومتر تا مرز روسیه فاصله دارد.

## ریشه نام
بر اساس فرهنگ لغات و اسامی مکان‌های جهان آکسفورد قوسار از ریشه «قوس» در زبان لزگی به معنی مرد است.
برخی نام این شهر را برگرفته از واژه فارسی کوهسار به‌معنی آبادی کوهستانی می‌دانند.

## مردم

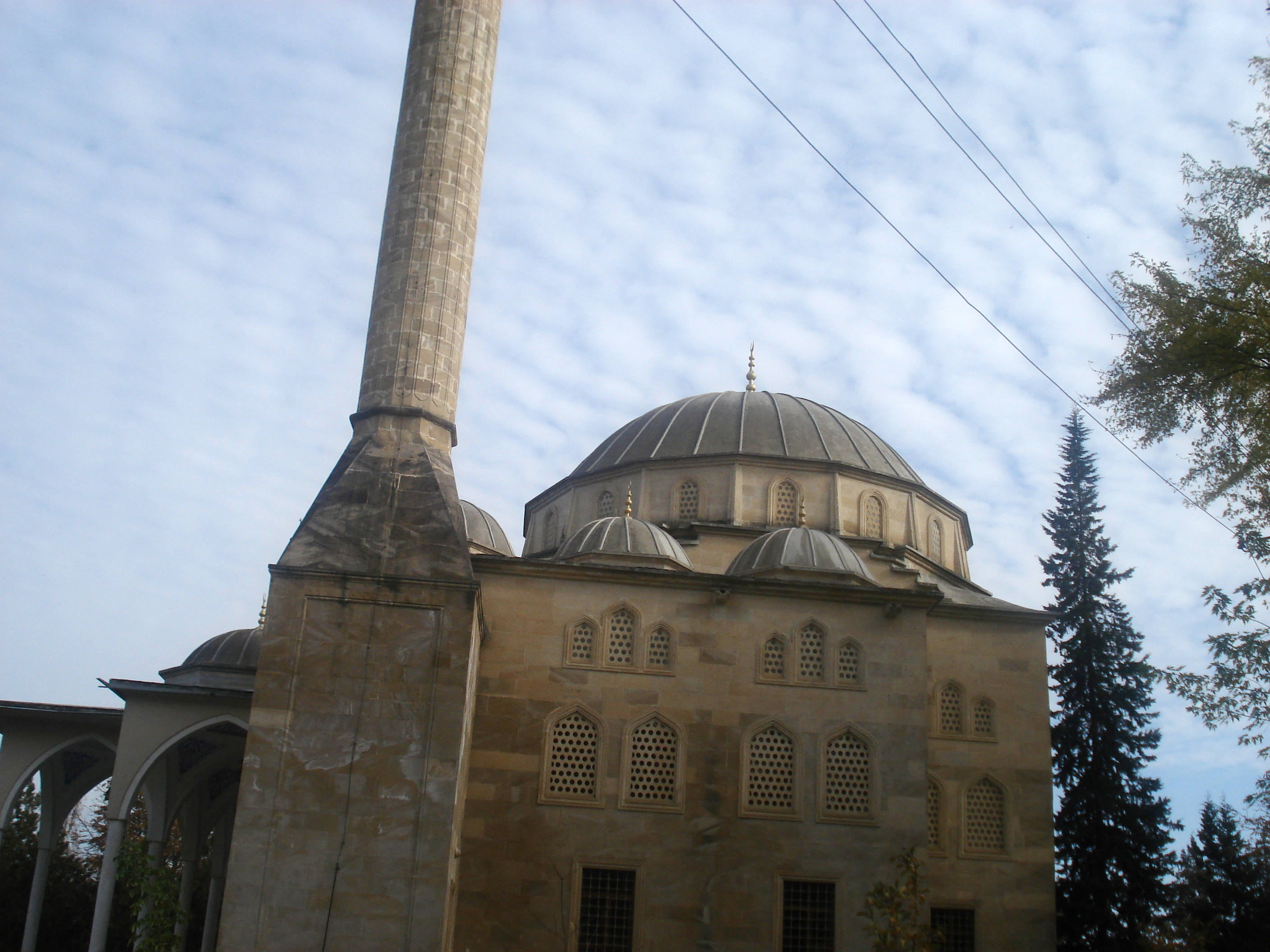
مسجد مصطفی کازدال در شهر قوسار

قوسار در طول تاریخ خود محل سکونت اقوام گوناگونی همچون لزگی‌ها، روس‌ها، آذری‌ها و یهودیان کوهستان بوده است. بیش‌تر یهودیان ساکن قوسار پس از تصرف شهر به دست نادرشاه در سال ۱۷۳۱ میلادی به اسلام گرویدند. شماری‌ها از یهودی‌ها در اواخر سده ۱۸ و اوایل سده ۱۹ میلادی قوسار را ترک کردند و به شهر قوبا کوچ کردند.
بر اساس سرشماری سال ۱۸۹۷ میلادی، ۱۵۹۵ تن در قوسار زندگی می‌کردند که ۹۳۶ تن ارتدکس (روس)، ۳۶۱ مسلمان (لزگی و آذری) و ۲۱۱ تن یهودی بودند.
بر اساس تقویم قفقاز در سال ۱۹۱۶ میلادی، ۱۲۰۳ نفر، عمدتاً روس، در قوسار زندگی می‌کردند.  در سال ۱۹۲۶، ۱۲۰ یهودی کوهستانی در این شهر می‌زیستند که شمار آن‌ها تا سال ۱۹۳۹ به ۲۴۱ تن افزایش یافت.
بر اساس سرشماری آذربایجان شوروی در سال ۱۹۲۱ میلادی، روس‌ها ۳۲.۱٪، لزگی‌ها ۲۸.۳٪، آذری‌ها ۲۷.۶٪، یهودی ها ۴.۱٪، فارس‌ها ۳.۶٪ و یهودیان کوهستانی ۲٪ از جمعیت قوسار را تشکیل می‌دادند. در سال ۱۹۲۶ میلادی، ۱۲۰ یهودی کوهستانی و در سال ۱۹۳۹، ۲۴۱ یهودی زندگی می‌کردند.
در سال ۱۹۳۶ میلادی، جمعیت شهر آن ۳۴۰۰ تن بوده است.
بر اساس سرشماری شهر در سال ۱۹۷۹ میلادی جمعیت این شهر ۱۲۲۲۵ تن بوده است بیش‌تر یهودیان قوسار در دهه‌های ۱۹۷۰ و ۱۹۸۰ به اسرائیل کوچ کردند.
بر اساس سرشماری سال ۱۹۵۹، دست کم ۷۳۶۶ نفر در قوسار زندگی می کردند. جمعیت شهر در سال ۱۹۸۹ به ۱۴۲۳۰ تن رسید.
هم‌اکنون ۹۷ درصد جمعیت شهر از مردم لزگی هستند.

## تاریخ

### جنگ قفقاز
در سال‌های ۱۸۳۷ تا ۱۸۳۹ میلادی خیزش‌ها و شورش‌هایی در قوبا و جنوب داغستان به رهبری محمد حلوحوی و ابرک علی حلیوی به وقوع پیوست. انگیزه اصلی خیزش، جابجایی شدید جمعیت مردم لزگی از قوبا، قوسار و خودات بود. در پی این جابجایی زمین‌های انتخاب شده در اختیار مهاجران روسی و پادگان‌های نظامی روسیه قرار گرفت.
تمامی طوایف لزگی در منطقه قوسار کنونی به تعداد ۱۲۰۰۰ تن در این شورش شرکت کردند، همچنین طایفه‌های لزگی جنوب داغستان نیز شرکت داشتند. تا سال ۱۸۳۹، همه جبهه‌های مقاومت شورشیان به دست روس‌ها سرکوب شده بود.
در سال ۱۸۳۸ میخائیل لرمانتف نویسنده و نقاش روس از قوسار دیدار کرد و آنجا با علی افندی دانشمند و فیلسوف دیدار داشت. آنجا وی داستان عاشیق غریب را از یک عاشیق معروف به اسم عاشیق لزگی احمد شنید. لرمانتف بعداً اثر معروف خود «عاشیق غریب» را بر این اساس نوشت. یک موزه خانگی با تابلوی یادبود در قوسار نگهداری می‌شود که این جمله روی آن حکاکی شده:
| درود بر توای قفقاز پیر! من در این کوه‌ها غریبه نیستم. عاشق قفقاز با عظمت هستم، وارثت پسران جنگجویت. |

### سده ۲۰ میلادی
قوسار در سال ۱۹۳۸ میلادی عنوان شهر را دریافت کرد.

## آب و هوا
قوسار در منطقه‌ای با آب و هوای نیمه گرمسیری دارد. بخش شمالی شهرستان در منطقه‌ای با آب و هوای معتدل قرار دارد. اما به دلیل ارتفاع بالا از سطح دریا و نزدیکی به کوهستان، زمستان آن همیشه سرد است و تابستان آن چندان گرم نیست. دمای هوا می‌تواند بیش از ۱۵ درجه در طول روز تغییر کند.

## اقتصاد
اقتصاد قوسار عمدتاً بر پایه کشاورزی و گردشگری و تا حدی صنعت است. چندین  کارخانه تولید مواد غذایی کنسرو شده، شیر و آسفالت در این شهر وجود دارد.
این شهر و پیرامون آن به جهت موقعیت جغرافیایی ویژه و محیط کوهپایه‌ای آن دارای باغ‌های میوه فراوان از جمله فندق، سیب، گیلاس، گردو و... است و میوه‌های تولیدی این شهر به دیگر شهرها و کشورهای منطقه فرستاده می‌شود. لبنیات و فرآورده‌های دامی این شهر از کیفیت بالایی برخوردار هستند. نان‌های محلی خاصی همچون فطیر در این شهر پخته و مصرف می‌شود. صنایع دستی گوناگونی همچون گلیم، قالی، فرش، جوراب‌های پشمی، کلاه‌های قفقازی و آذری، کیف، کفش و چکمه‌های چرمی و همچنین ظروف و ابزارهای دست‌ساز فلزی در این شهر تولید می‌شود.

### گردشگری و خرید
مجموعه تفریحی شاه‌داغ قوسار دارای بزرگ‌ترین پیست اسکی در کشور جمهوری آذربایجان است و توجه گردشگران زیادی را به خود جلب می‌کند.

## فرهنگ و هنر
یک موزه تاریخ محلی در سال ۱۹۸۰ میلادی در این شهر گشایش یافت و به ساختمان کنونی خود به مساحت ۱۶۵۲ متر مربع منتقل شد. در سال ۱۹۸۲ میلادی، نزدیک به ۳۷۰۰ اثر در موزه وجود داشت.

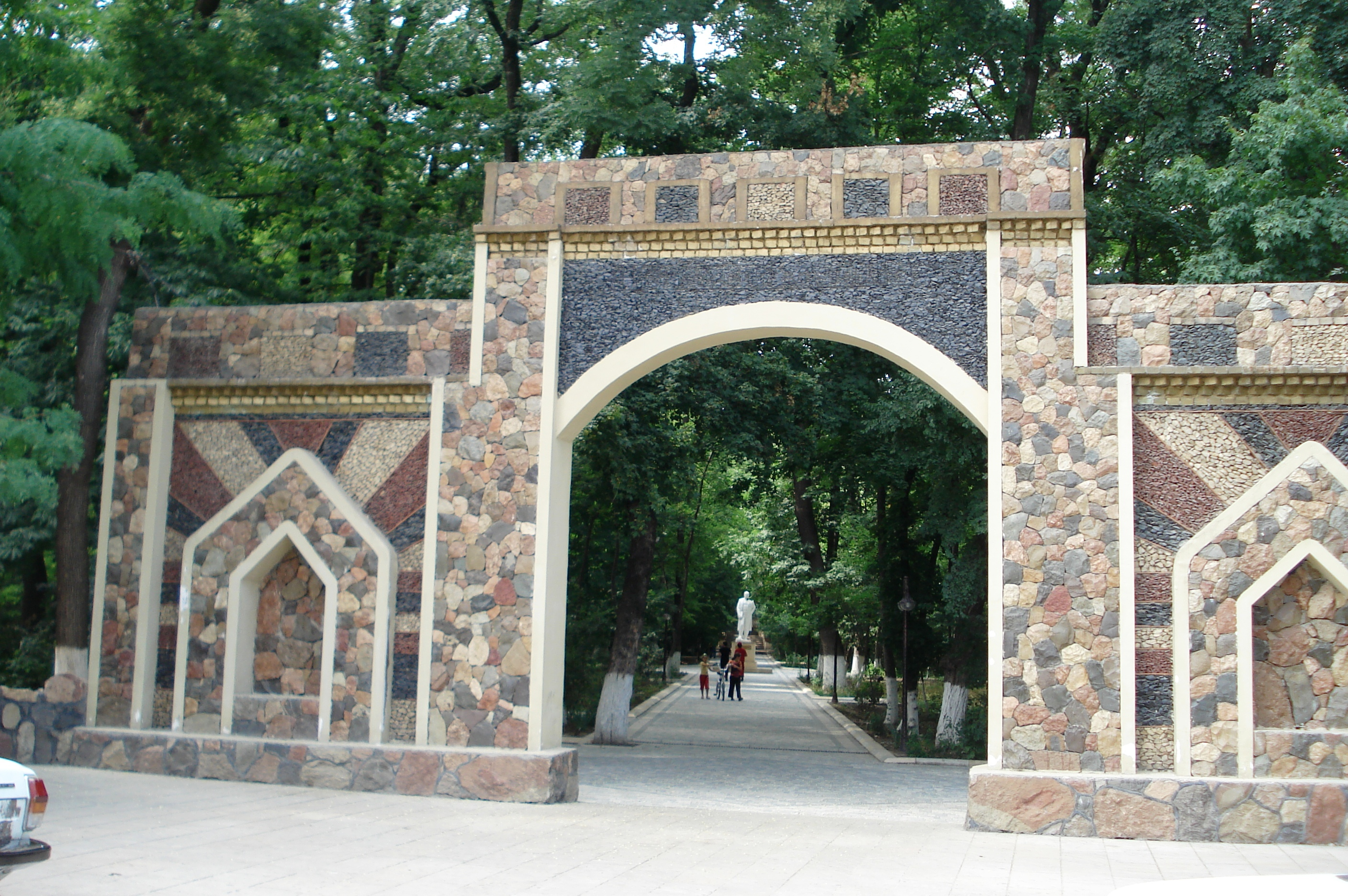
ورودی پارک نریمان نریمان‌اف قوسار

نگارخانه هنری دولتی قوسار در سال ۱۹۸۶ در روستای هیل از توابع شهرستان قوسار گشایش یافت و در سال ۱۹۹ح به شهر قوسار منتقل شد. ۱۵۲ اثر از هنرمندان آذربایجانی شامل ۱۱۱ نقاشی، ۳۴ اثر گرافیکی و ۷ اثر مجسمه‌سازی در این نگارخانه به نمایش گذاشته شده است.
در سال ۱۹۹۸ میلادی، تئاتر دولتی درام لزگی‌ها در قوسار گشایش یافت.
مرکز فرهنگی حیدر علی‌اف در سال ۲۰۱۲ میلادی با هدف سازماندهی رویدادهای گوناگون و مشارکت دادن جوانان در فعالیت های گوناگون شغلی و شخصی ساخته شد. این مرکز دارای موزه یادبود، کتابخانه، سالن مطالعه، اتاق‌های کنفرانس گوناگون، و مراکز آموزشی رقص و قالی‌بافی است.

## آموزش
این شهر در سال ۲۰۰۸ میلادی، ۶ مدرسه متوسطه داشته است که یکی از آنها به زبان ترکی آذری و ۵ مدرسه به زبان روسی بوده است، همچنین دارای دو پیش دبستانی دولتی و یک پیش دبستانی خصوصی و همچنین دانشکده آموزشی دولتی آذربایجان است. از سال ۲۰۱۶ میلادی، سه مدرسه زبان در این شهر وجود دارد.

## ورزش
این شهر دارای یک باشگاه فوتبال حرفه‌ای به نام باشگاه فوتبال شاه‌داغ قوسار است که هم‌اکنون در لیگ دسته اول جمهوری آذربایجان حضور دارد.
قوسار دارای یک مجموعه ورزشی المپیک است.

## ترابری
این شهر دارای یک پایانه مسافربری به مقصد شهرهای قوبا، خاچماز و باکو است.

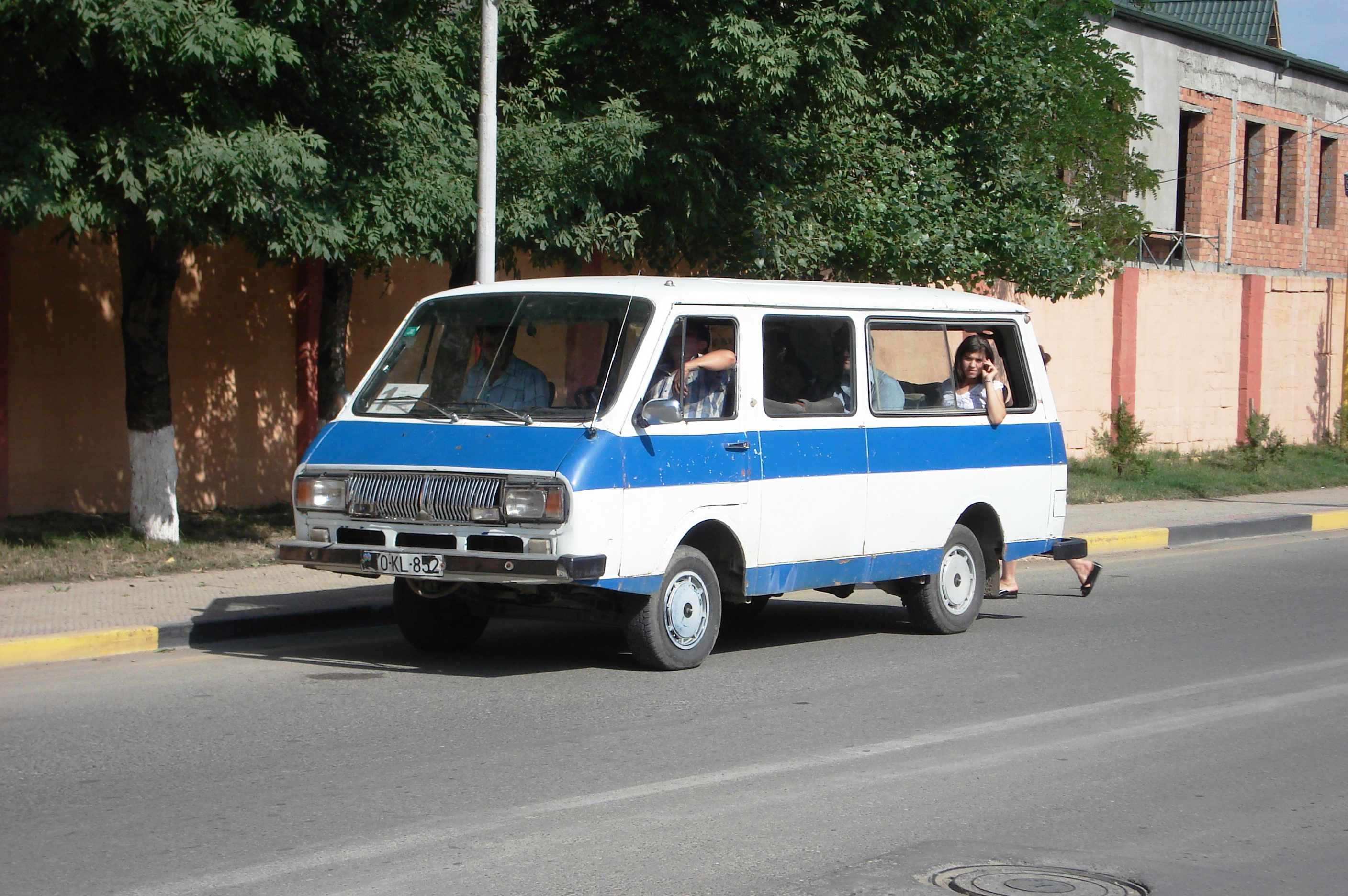
خودروهای مسافربری در قوسار

## اهالی شناخته‌شده
- محمود آبیلوف، سرلشکر ارتش شوروی در جنگ شوروی با گرجستان و جنگ جهانی دوم
- رافائل امیربکف, بازیکن باشگاه فوتبال باکو[۳۶]
- راهید امیرقلی‌اف, بازیکن باشگاه فوتبال خزر لنکران
- فریدا عزیزوا, تکواندوکار
- تیموفی بورشف، کمیسر خلق امور بین‌الملل جمهوری شوروی ترکمنستان (۱۹۳۸-۱۹۴۲)[۳۷]
- گاوریل ایلیزاروف، پزشک اهل شوروی که به خاطر اختراع دستگاه ایلیزاروف برای افزایش طول استخوان‌های اندام و جراحی همنام با خودش شناخته می‌شود.[۳۸]
- صداقت کریم‌اووا، روزنامه‌نگار، نویسنده و شاعر لزگی[۳۹]

## نگارخانه

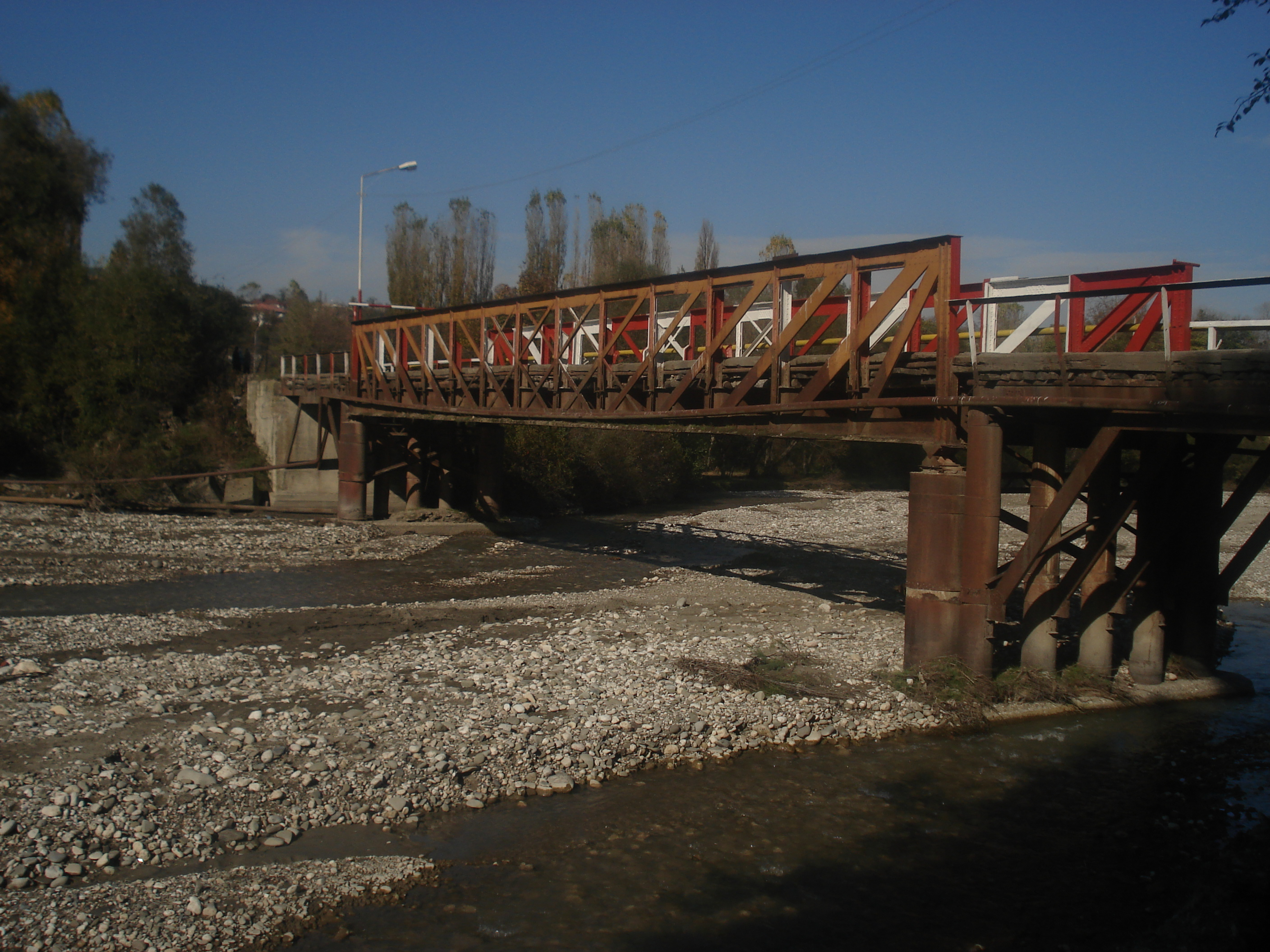
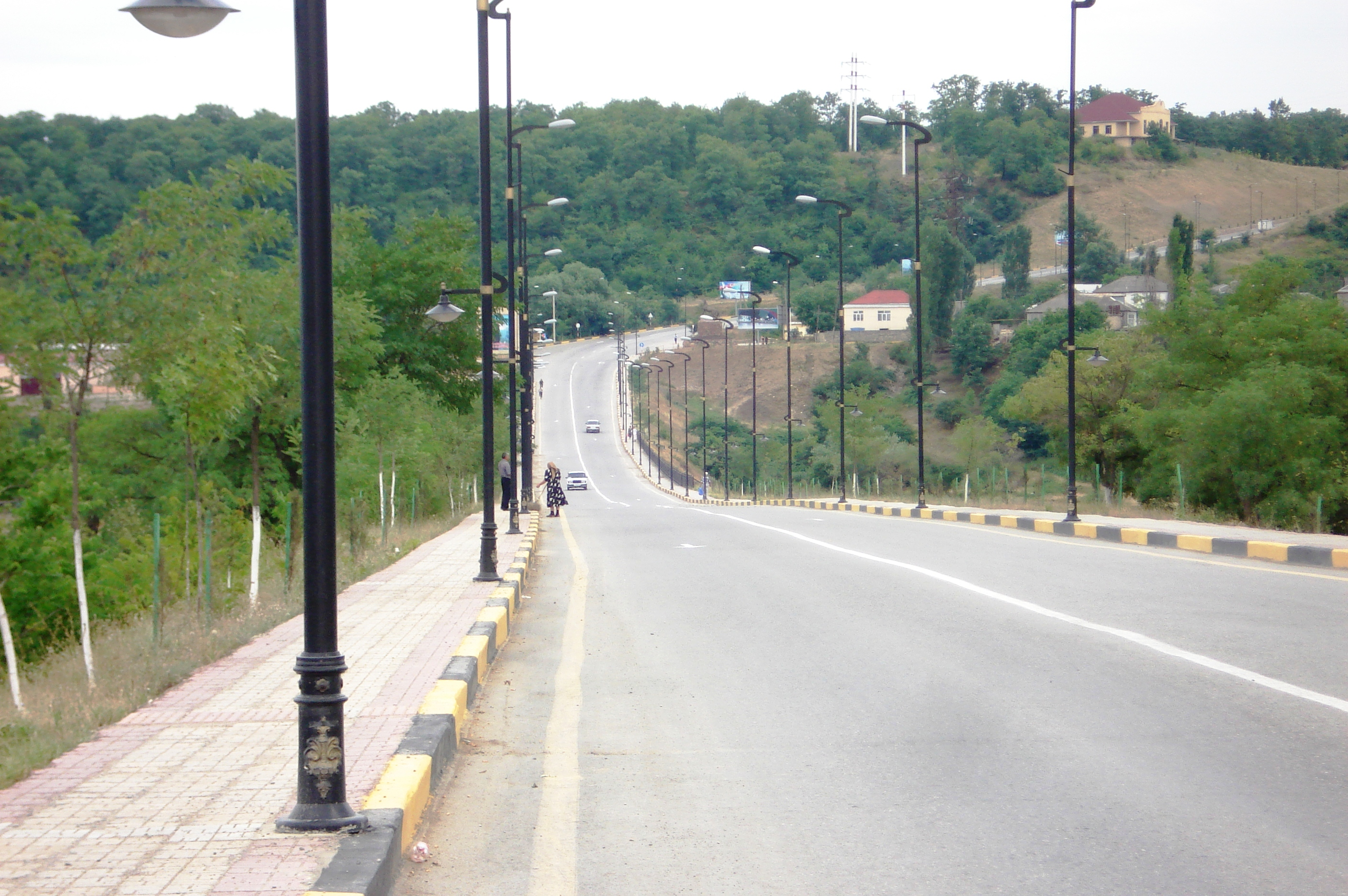
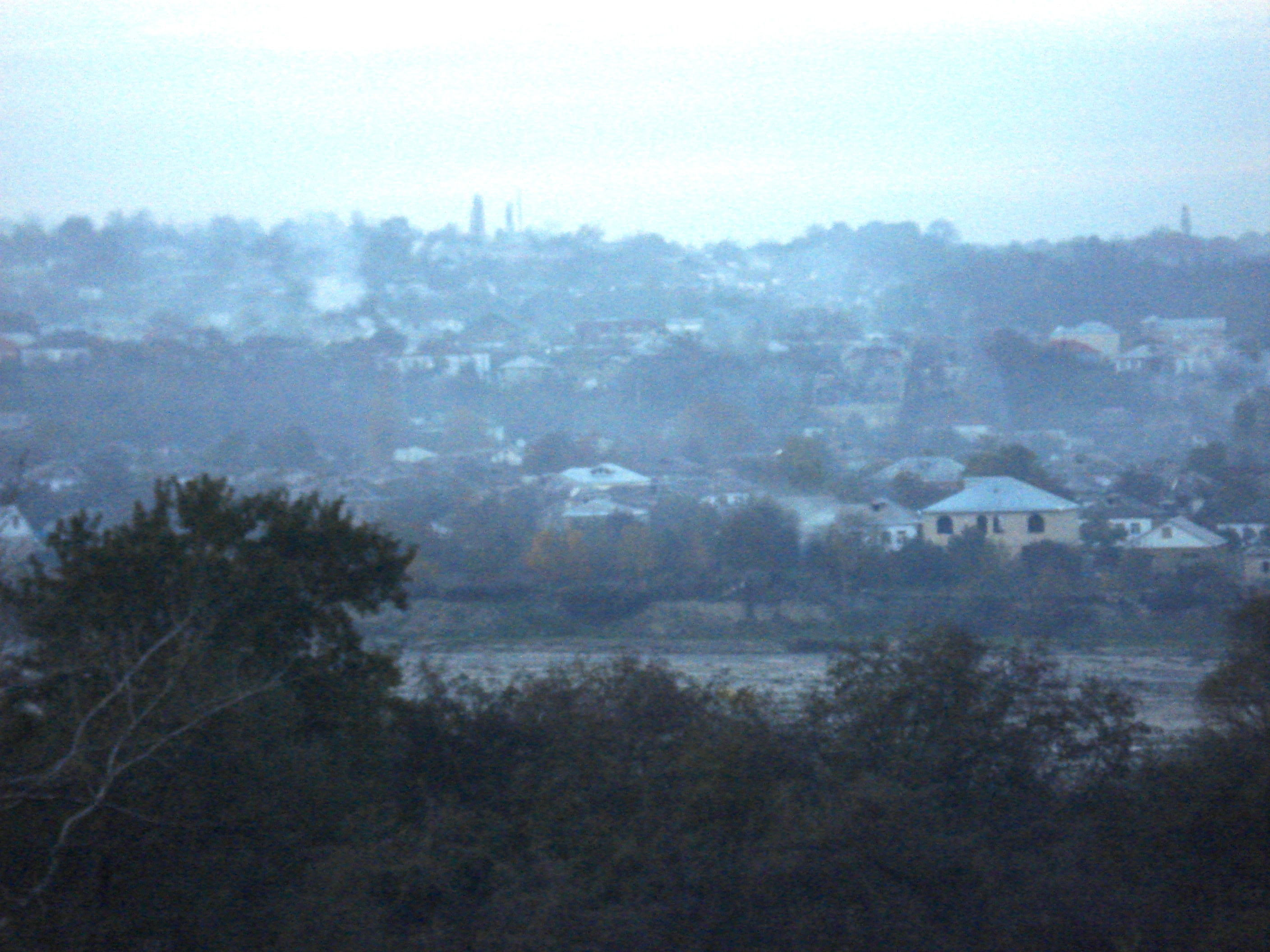
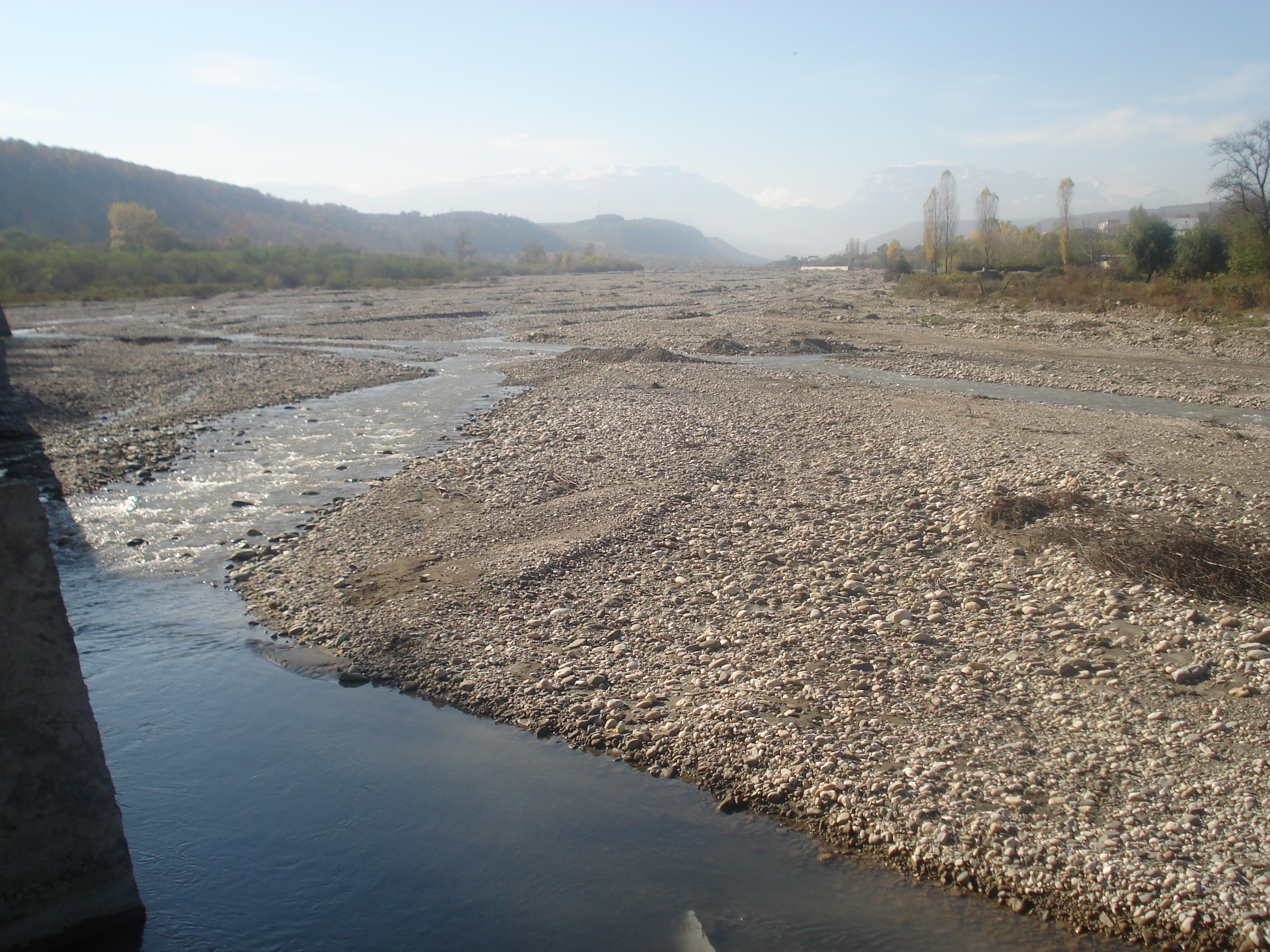
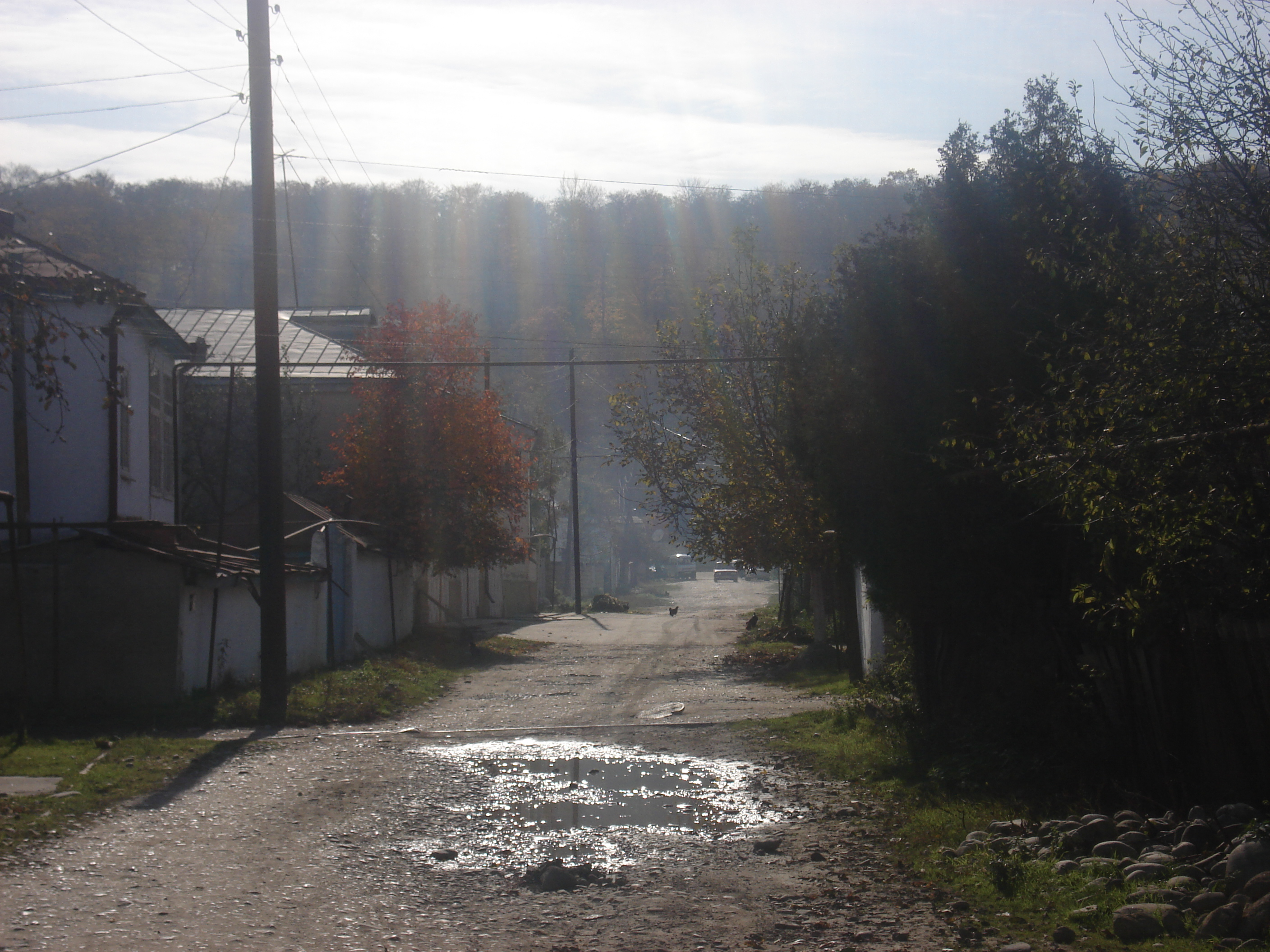
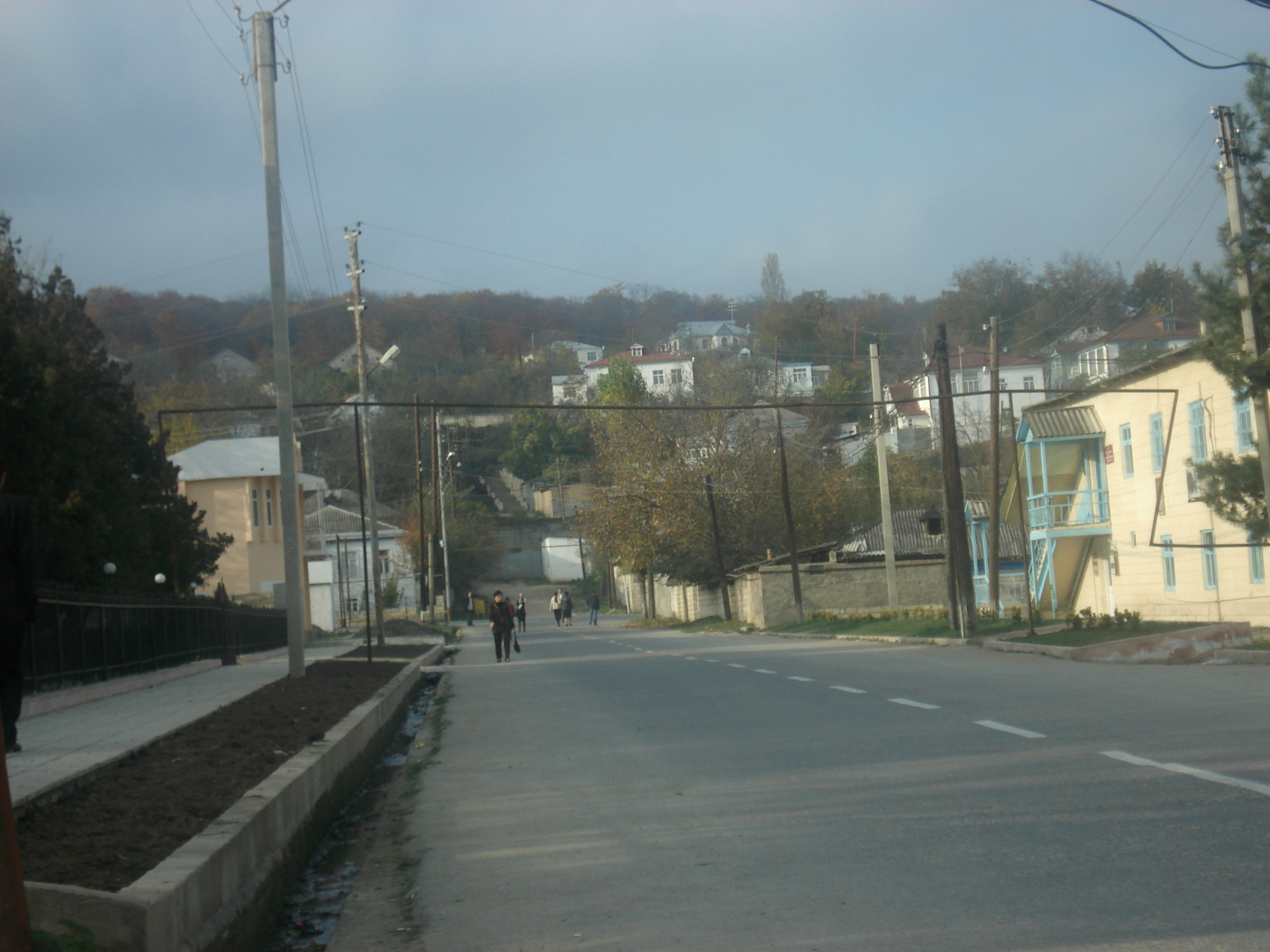
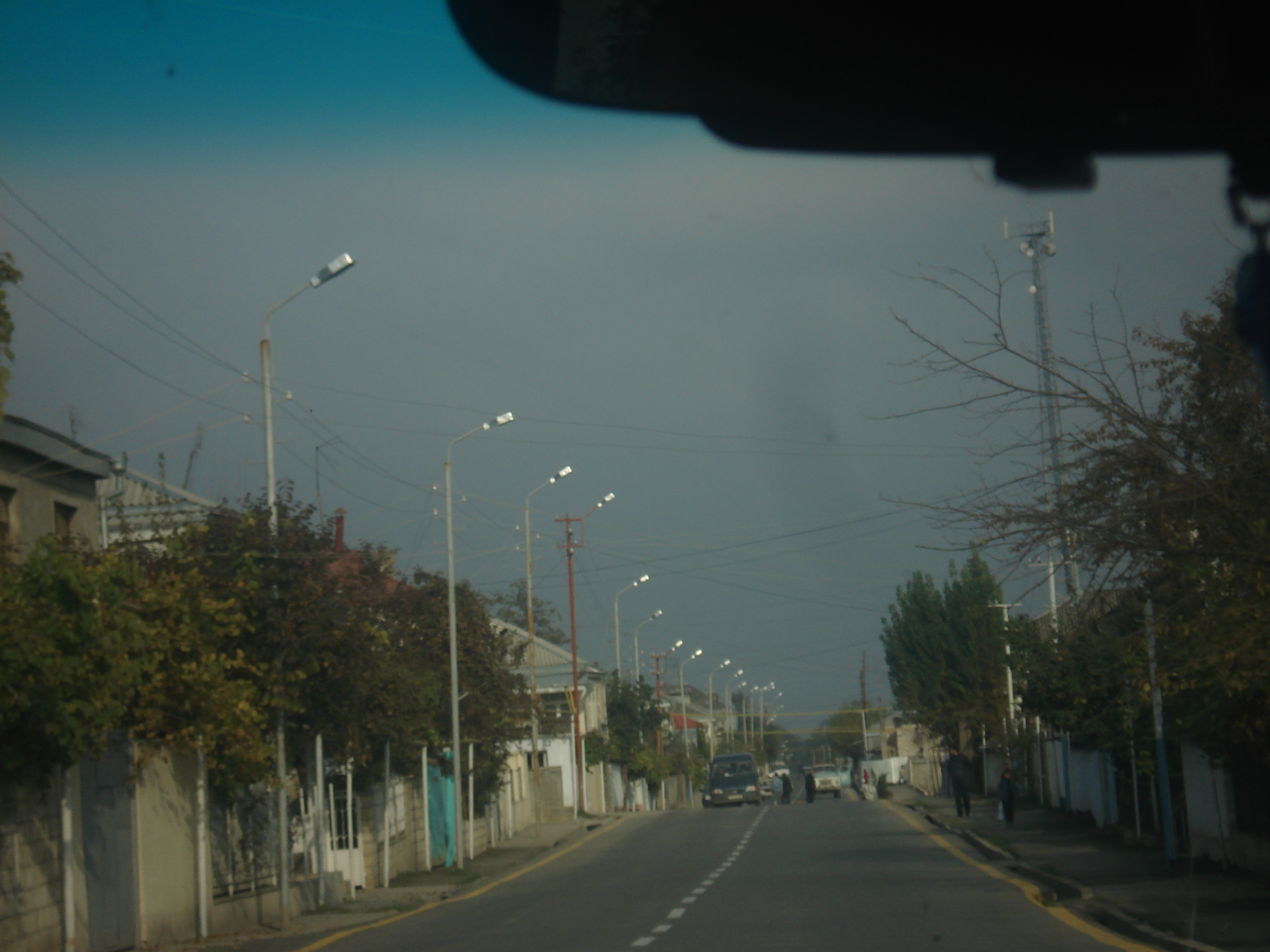
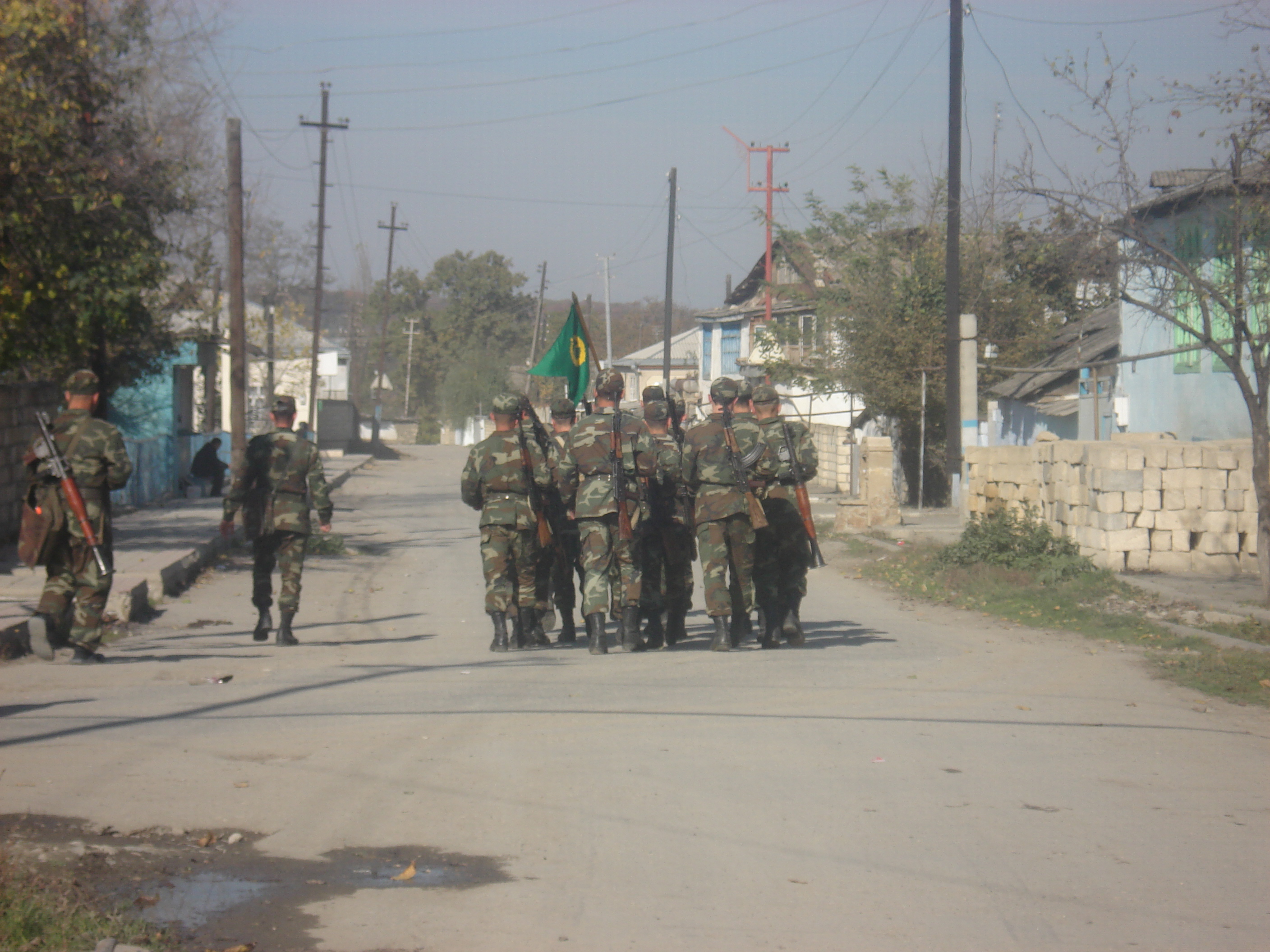